# ハナコミカンボク

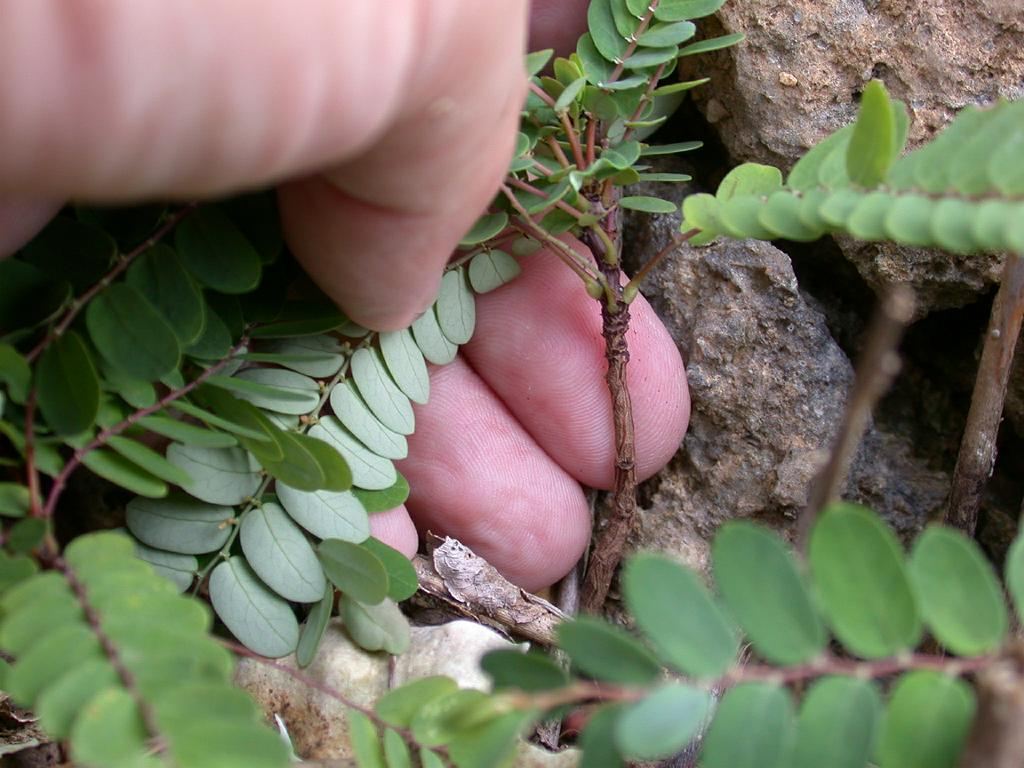
枝と葉の下面を示す

ハナコミカンボク （花小蜜柑木、Phyllanthus liukiuensis） は、コミカンソウ科に属する植物。大きさも形もコミカンソウに似ているが、樹木である。分布は極めて限定されている。

## 特徴
高さ20-40cmほどの落葉性の小低木で、全株にわたり無毛。茎は分枝が多く、小枝は稜があり、径が約1mm、先端近くからは側方に伸びる落下枝を多数広げる。落下枝は長さ7-10cmで斜め上向きに伸び、径0.5mm程度。小さな葉を左右二列に、密に互生し、見た目は羽状複葉に見える。托葉は長さ1mmの三角形、葉は卵状楕円形から楕円形、無柄、長さは7-13mm、幅4-6mm、膜質で先端は鈍く尖るか丸く、基部は左右不対称に丸まるか、やや心形にくぼむ。葉裏はやや白くなる。
花は単性で、腋生で落下枝の下に出る。雄花は萼片4、雄蘂は2、腺体は4個あって倒円錐形。雌花は萼片は6、卵形で先端は丸い。子房は球形で表面は滑らか、花柱は3個でそれぞれ前端は2つに分枝、腺体は6。室果は球形で径3mm、表面は滑らか。

## 分布と生育環境
沖縄中部、万座毛近辺のみに見られる日本固有種。海岸の岩場に生える。以前は、中国南部に確認されるPhyllanthus leptocladosと同一種とされており、台湾には分布せず、中国南部と沖縄中部のみに隔離分布しているとされていた。

## 保全状況評価
自生地は「万座毛石灰岩植物群落」として、沖縄県指定天然記念物になっている。
沖縄県のレッドデータブックでは絶滅危惧IA類（CR）と評価されている。自生地が限られているうえに、保護されているにもかかわらず、開発によって個体数は減少しているとしている。中国南部に見られるが台湾では見られず、沖縄に隔離分布していることは特殊であり、植物地理学上の重要性も認めるとされてきたが、2024年時点では、中国南部に分布する種Phyllanthus leptocladosと沖縄中部に分布する本種は、別種として扱われている。